# Beyond Glory
Beyond Glory (Brasil: Código de Honra ) é um filme estadunidense de 1948, do gênero drama, dirigido por John Farrow e estrelado por Alan Ladd e Donna Reed.
Filmado nas dependências da Academia de West Point, a película traz Ladd, já maduro nos seus trinta e cinco anos, no inconvincente papel de um cadete.
O filme marca a estreia no cinema de Audie Murphy, o soldado norteamericano mais condecorado da Segunda Guerra Mundial, que se tornaria astro de faroestes na década seguinte. Ele recebeu trezentos dólares para cada uma das dez semanas de trabalho que lhe foram garantidas.

## Sinopse
Atormentado por julgar-se culpado pela morte de um oficial durante a guerra, o Capitão Rocky Gilman visita a viúva, Ann Daniels, e ambos se apaixonam. A pedido dela, Rocky entra para a Academia de West Point, onde é levado à corte marcial após obrigar um recruta a dar baixa. Ele, então, recebe a ajuda de um psiquiatra e até de Eisenhower para limpar seu nome.

## Elenco
| Ator/Atriz       | Personagem                    |
| ---------------- | ----------------------------- |
| Alan Ladd        | Capitão Rocky Gilman          |
| Donna Reed       | Ann Daniels                   |
| George Macready  | Major Bond                    |
| George Coulouris | Lew Proctor                   |
| Harold Vermilyea | Raymond Denmore               |
| Henry Travers    | Pop Dewing                    |
| Tom Neal         | Capitão Henry Daniels         |
| Dick Hogan       | Cadete Eddie Loughlin         |
| Paul Lees        | Cadete Miller                 |
| Audie Murphy     | Cadete Thomas                 |
| Harland Tucker   | Cel. Stoddard                 |
| Stuart Holmes    | Pequeno papel (não-creditado) |